# O Círculo Mágico (pintura)
O Círculo Mágico  (em inglês:  The Magic Circle) é uma pintura a óleo do estilo Pré-Rafaelita, criada em 1886 por John William Waterhouse. A pintura retrata uma bruxa ou feiticeira desenhando um ardente círculo mágico sobre a terra, para criar um espaço ritual.

## História
O Círculo Mágico foi mostrado na Royal Academy , em 1886, e, depois de Consultando o Oráculo e Santa Eulália, foi a terceira exposição de Waterhouse com tema sobrenatural em muitos anos. A pintura foi bem recebida quando exposta, e foi comprado por £650 mesmo ano pela Tate Gallery, através do fundo monetário pró-arte do legado de Francis Chantrey. A pintura foi um enorme sucesso com a crítica e do público. [carece de fontes?]
Dois pequenos estudos ou obras complementares da pintura "O Circulo Mágico" foram pintados, bem como uma versão em caneta sépia e tinta em 1880-1881.
O Círculo Mágico está atualmente em exibição na Galeria Nacional da Austrália , como parte da exposição "Love and Desire" até o final de abril de 2019.

## Descrição
Em um estilo típico de Waterhouse, o personagem principal é uma figura feminina solitária, colocada centralmente na tela.  A paisagem ao redor é nebulosa, como se não fosse real, e as figuras de fundo só são discerníveis em uma inspeção cuidadosa, garantindo deliberadamente que a bruxa é a única imagem de importância.
Waterhouse prestou uma cuidadosa atenção aos ângulos empregados neste trabalho, equilibrando o círculo que a figura desenha em torno de si usando um triângulo - seu braço reto, estendido pelo bastão reto, estendido a 25 graus em direção ao corpo ereto.  O poder da bruxa é enfatizado pelo rosto determinado, por sua exclusão dos corvos e rãs - símbolos populares representando a magia - e por seu comando sobre o pilar de fumaça.  Em vez de ondular para fora ou ser afetado pelo vento, ele permanece em linha reta.  Uma cobra viva, ouroboros, dando voltas ao redor do pescoço da mulher.

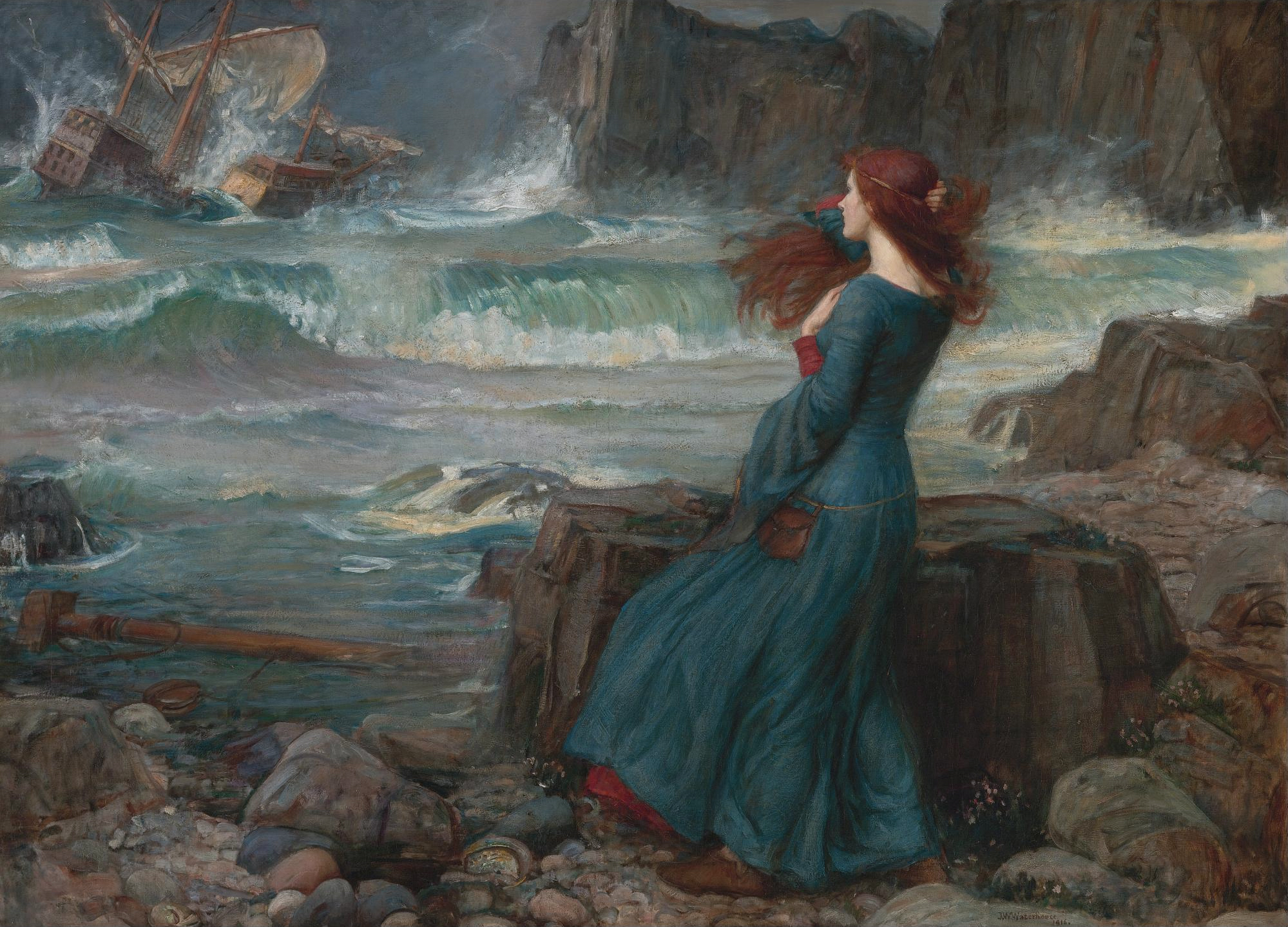
Miranda - A Tempestade, por J. W. Waterhouse (1916)

O Círculo Mágico é semelhante a um outra composição posterior de Waterhouse, Miranda - A Tempestade (1916), que também tem uma mulher que é associada com a magia. A bruxa usa um vestido semelhante ao utilizado para Miranda e seu rosto também só pode ser visto de perfil. Ao contrário dos retratos de feiticeiras de Frederick Sandys, como a sua Medea (1868) ou Morgan le Fay (1864), Waterhouse, optou por fazer sua bruxa com rosto alerta e intrigante, ao contrário malévolo.

## Temas
Milagres, magia e o poder da profecia são temas comuns na arte de Waterhouse.  Mais especificamente, a noção de mulher como feiticeira é uma que se repete em imagens como "Circe Oferecendo a Taça para Ulisses" (1891, Oldham Art Gallery) e "Hylas e as Ninfas" (1896, Manchester City Art Gallery).  Sua obra também inclui vários assuntos do Oriente Médio, nos quais ele se baseou no trabalho de artistas contemporâneos como J.F. Lewis (1805–1876) e Lawrence Alma-Tadema (1836-1912), ao invés de incluir na experiência real. Este é um dos trabalhos anteriores de Waterhouse e reflete seu fascínio pelo exótico.
A mulher nesta foto parece ser uma bruxa ou sacerdotisa, dotada de poderes mágicos, possivelmente o poder da profecia. Sua vestimenta e aparência geral é altamente eclética, e é derivada de várias fontes: ela tem a pele morena de uma mulher de origem do Oriente Médio; seu penteado é como o de um antigo anglo-saxão; seu vestido é decorado com guerreiros persas ou gregos. Em sua mão esquerda, ela segura uma foice em forma de crescente, ligando-a à lua e a Hecate. Com a varinha na mão direita ela desenha um Círculo Mágico protetor em volta dela. Fora do círculo, a paisagem é nua e estéril; um grupo de gralhas ou corvos e um sapo - todos símbolos do mal e associados à feitiçaria - são excluídos. Mas dentro de seus limites estão as flores e a própria mulher, objetos de beleza. O significado da imagem não é claro, mas seu mistério e exotismo impressionaram os observadores contemporâneos. Quando a gravura foi exibida na Royal Academy em 1886, o crítico da Revista de Arte escreveu: "O Sr. Waterhouse, em The Magic Circle , ainda está no seu melhor - original na concepção e pictórica em seus resultados" (citado em Hobson, p. 37)

## Teorias
Em um artigo da Revista da Sociedade Pré-Rafaelita, "The Review, tem a hipótese de que Waterhouse pode ter pintado uma imagem de seu próprio rosto no The Magic Circle e que a imagem só é visível a uma distância específica da pintura.  O artigo também sugere que pode ter sido possível alcançar essa distância visualizando a pintura através de binóculos invertidos ou óculos de ópera. .  Um documentário acompanhante apresenta o argumento visual..

## Cultura Contemporânea
Harry Furniss criou uma série de paródias da pintura O Circulo Magico, incluindo uma em Punch mostrando Sarah Bernhardt cuidando de um caldeirão e outra em uma exposição "O Círculo Mágico, ou Não há nada como ser ensaboado por Sabão-e-Banheiro" (em inglês:  The Magic Circle, or There's Nothing like a Lather by Soap-and-Waterhouse)

## Cultura Popular
O Círculo Mágico fazia parte da exposição Harry Potter: Uma História da Magia na Biblioteca Britânica, em 2017.
Uma reprodução de O Círculo Mágico é uma das pinturas com um tema ocultista que aparece no cenário da série de TV, O Mundo Sombrio de Sabrina.

## Leitura complementar
- Moyle, Franny (13 de Junho 2009), «Pre-Raphaelite art: the paintings that obsessed the Victorians [print version: Sex and death: The paintings that obsessed the Victorians]», The Daily Telegraph (Review): R2–R3.
- Simpson, Eileen (17 de Junho de 2009), «Pre-Raphaelites for a new generation: Letters, 17 June: Pre-Raphaelite revival», The Daily Telegraph.
- Dorment, Richard (29 de Junho de 2009), «Waterhouse: The modern Pre-Raphaelite, at the Royal Academy – review», The Daily Telegraph.